# Дрифтер (вітрило)

Дрифтер бермудського шлюпа.

Дри́фтер (англ. drifter від drift — «дрейф») — різновид стакселя великого розміру для використання при слабкому (до 2 балів) вітрі. Виготовляється з нейлону з великим «пузом», розташованим ближче до середини вітрила. Як правило, в передню шкаторину вшивається сталевий ліктрос, а галсовий кут споряджається «відтяжкою Каннінгема» для регулювання величини «пуза» залежно від сили вітру.